# Мунісіпал-де-Гобела
«Гобела» або «Мунісіпал де Гобела» (ісп. Campo Municipal de Gobela) — спортивний комплекс та футбольний стадіон в Гечо, Іспанія, домашня арена «Аренас Клуб Гечо».
Стадіон відкритий 1925 року. У 1948 і 2004 роках реконструйовувався. Як наслідок його вмістимість зменшилася до 1 250 сидячих місць та облаштування синтетичного покриття.
Окрім футбольних матчів на стадіоні проводяться інші спортивні та культурні заходи.

## Історія
Містечко Гечо, на зорі становлення футболу в Біскаї було в його авнгарді. Саме в цьому фешенебельному приміському містечку селилися багатії Більбао, купці та іноземці поселенці. Відтак їхні діти, захопившись на навчанні новою спортивною грою пробували перенести й на піренейський півострів. Спершу вони ганяли м'яча на іподромах чи великих відкритих майданчиках. Потім ці ватаги почали поволі трансформуватися в спортивні клуби і, за аналогією з сусідським «Атлетіком», почали практикувати триваліші футбольні змагання та показові матчі.
Так в Гечо постали перші футбольні команди, пізніше ці колективи почали здобувати більше перемог та ще більшу популярність. Місцевим громадам довелося виділити їм спеціальні майданчики, де ці клуби споруджували свої футбольні поля та стадіони. Першим гучним колективом став «Аренас Клуб Гечо», який, поперемінно із «Атлетік Більбао», проводив свої матчі на колишньому іподромі, який пізніше перейменували в «Холасета Стадіум» (Jolaseta Stadium).
Після успішної побудови в Більбао народного стадіону, багатії Гечо також профондували своїм улюбленцям спортивну арену. Місце для стадіону обрали на межі кількох районів містечка: Арена, Ромо та Гобела. І до знакових подій їхнього клубу, з 1925 року, «Аренас Клуб Гечо» вже грали на новому 12-и тисячному стадіоні. Назву стадіону дали «Кампо-де-Ібайондо».
В 1948 році було проведено першу реконструкцію стадіону: покращили трибуни та облаштували передтрибунні площі. Поміняли газон, розширили роздягалалки та розширили внутрішній простір стадіону. Більшість облаштувань робили за рахунок муніципалітету, відтак його передали на баланс урядників містечка. А ті, у свою чергу, назвали його «Естадіо Мунісіпал де Гобела» та віддали стадіон в оренду команді «Аренас Клуб Гечо». З роками. у містечку сформувалися ще кілька футбольних колективів, які, згодом, теж вже грали на стадіоні муніципалітету.
В зв'язку із потребою модернізації стадіону, муніципалітер Гечо, вдався до радикаліних заході — докорінної реконструкції стадіону. З 2005 року «Новий Мунісіпал де Гобела» перетворили в спортивно-розважальний комплекс. На якому окрім футболу ще займаються й іншими видами спорту та проводяться фестивально-святкові заходи. Зменшивши кількість глядачів до 1250 осіб, їм облаштували сучасні оглядові місця, зробили якісну парковку та всі довкола стадіонні структури й сервіси. В 2014 році на футбольній галявині було облаштовано штучне покриття .

## В експлуатації
- «Аренас Клуб Гечо» (Arenas Club);
- «Ромо» — (Romo)[2];
- «Фатіма 5» —(Fátima 5)

## Назви
- «Кампо-де-Ібайондо» — 1925-1948;
- «Естадіо Мунісіпал де Гобела» — 1948-2004;
- «Естадіо Нуева Мунісіпал де Гобела» — 1948-2004;

## Особливості
- параметри футбольного поля 1 101м. × 61м.;
- особливості газону — синтнтика;

## Адреса
Поштова адреса:
- Luis López Oses s/n, 48930 Getxo, Bizkaia.

Всі служби та сервіси працюють з 8:00 години ранку до 21:30 вечора (за винятком якихось урочистих подій, що відбуваються на стадіоні).